# Kathedraal van Saint-Louis
De kathedraal van Saint-Louis is een voormalige katholieke kathedraal op de Byrsa-heuvel in het antieke Carthago in Tunesië.
Tunesië was van 1881 tot de Tweede Wereldoorlog een Frans protectoraat. De kathedraal werd gebouwd in opdracht van kardinaal Charles Lavigerie tussen 1884 en 1890 en was de hoofdkerk van het gehele Afrikaanse continent. De kerk werd genoemd naar de heilig verklaarde koning Lodewijk IX van Frankrijk. Zij is gebouwd in Byzantijns-Moorse stijl en is een kruiskerk van 65 bij 30 meter met twee torens. Boven de kruising heeft de kerk een grote koepel; een kleinere koepel bevindt zich boven de apsis.
De kathedraal werd, na de onafhankelijkheid van Tunesië, door de nieuwe overheid onttrokken aan de eredienst. In 1964 werd het gebouw door de Tunesische staat geconfisqueerd en stond vervolgens dertig jaar ongebruikt. In 1993 werd het onder de naam Acropolium een cultureel centrum.